# Audi RS4

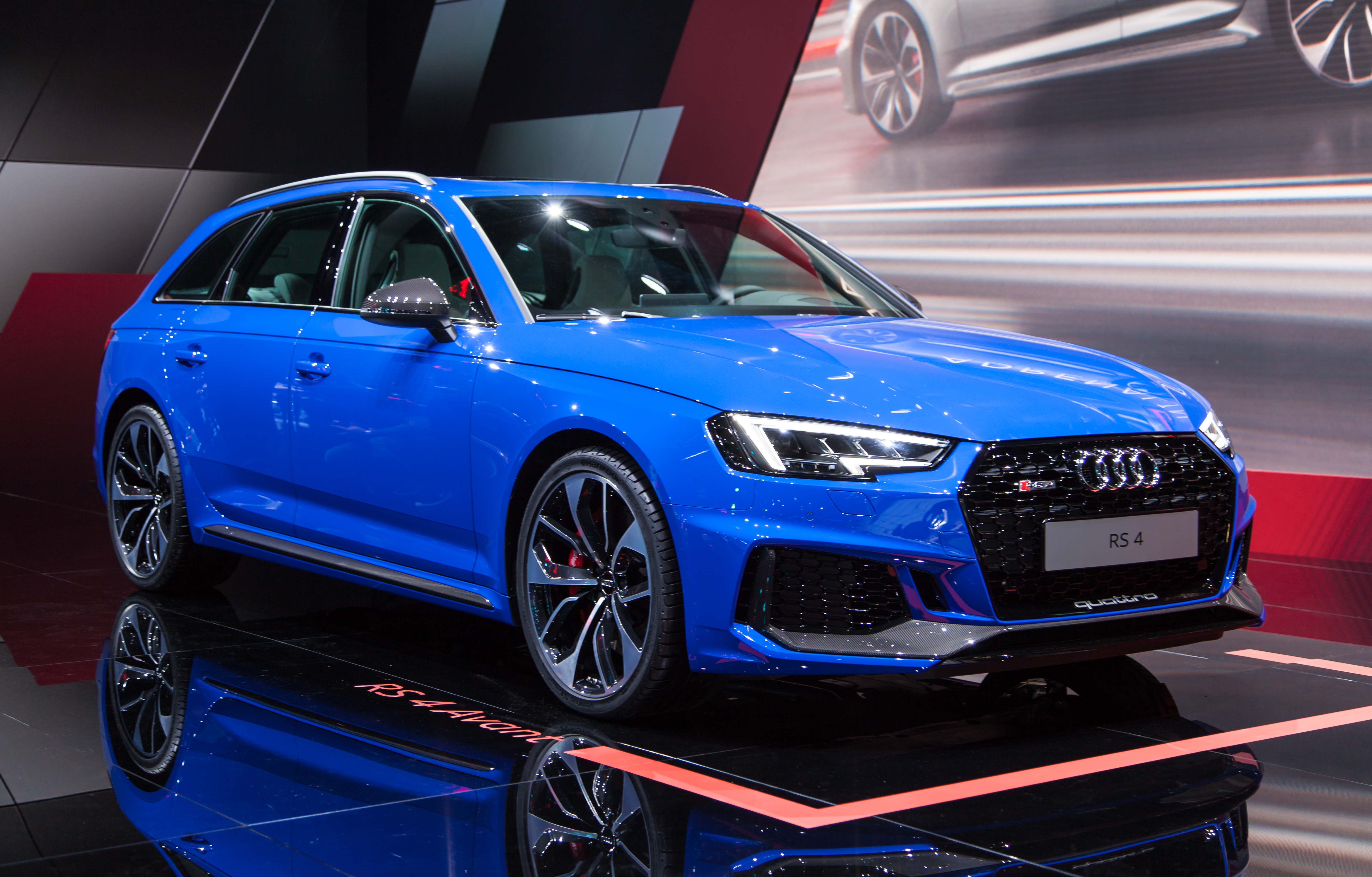
Audi RS4 Avant (2018)

Audi RS4 je nejvýkonnější verze modelu Audi A4 automobilky Audi.

## První generace 2000 - 2002 (B5)

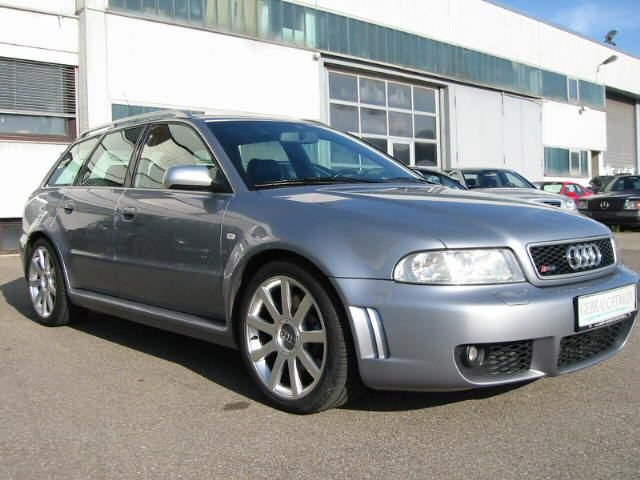
Audi RS4 Avant quattro (B5)

V roce 2000 představila firma Audi ve spolupráci s automobilkou Porsche nástupce svého modelu Audi RS2 Avant - výkonný rodinný kombík Audi RS4. Na rozdíl od svého předchůdce byl model RS4 100% produktem sesterské společnosti Quattro GmbH, která je od 90. let zodpovědná za vývoj sportovních modelů automobilky Audi. RS4 B5 byla, tak jako i její předchůdce, prodávaná výhradně ve verzi Avant a konstrukčně vycházela z modelu Audi A4 B5.
Pro verzi RS4 B5 byl použit koncernový motor 2,7 V6 Biturbo 195 kW/265PS a 400 Nm při 1 850 ot./min. používaný pro model S4 B5, modifikovaný firmou Cosworth, tehdejším členem VW-Group.
Pro zvýšení výkonu motoru byly do tohoto motoru montována větší turbodmychadla a mezichladiče, přepracované hlavy válců, nové výfukové potrubí a vylepšená elektronika motoru. Na základě těchto změn stoupl výkon motoru na 280 kW/380PS a točivý moment na 440 Nm při 2 500 ot./min.
Přenos výkonu jako předchozí verze zajišťovala výhradně 6 st. manuální převodovka a stálý pohon všech kol Quattro.
I přes své nemalé váze 1620 kg poskytoval motor autu dynamiku, která v praxi znamenala zrychlení z 0 - 100 km/h za 4,9 s.
Výroba verze RS4 B5 byla ukončena v roce 2001 s počtem 6 030 vyrobených vozidel. Poslední vyráběné vozy byly registrovány s rokem výroby 2002.

## Druhá generace 2005 - 2008 (B7)

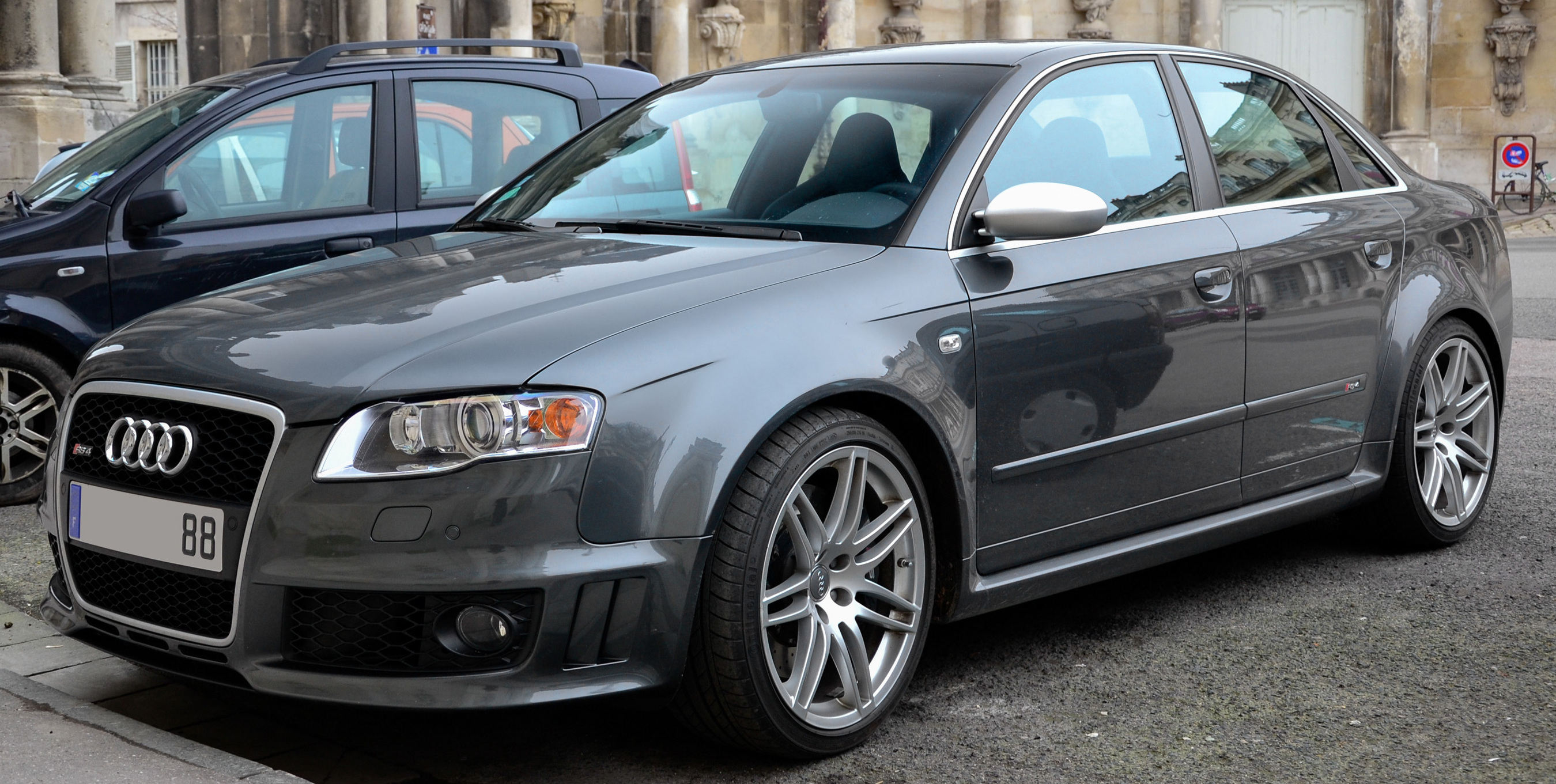
Audi RS4 (Druhá generace)

Po dlouhé přestávce Audi představilo RS4 Sedan v létě 2005. O rok později přišla verze RS4 Avant a RS4 Cabriolet. V srpnu 2006 dorazila na severoamerický trh a dodávaná byla v karosářských verzích sedan, kombi a cabrio.
V interiéru se verze RS4 od běžného modelu A4 B7 lišila především šířeji cejchovaným tachometrem, ze spodní strany seříznutým sportovním volantem a velmi kvalitními skořepinovými sedadly Recaro.
V exteriéru bylo evidentních změn poměrně více, přičemž mezi nejmarkantněji patří širší rozchod kol, adaptivní sportovní odpružení s možností změny tuhosti podvozku, zpětná zrcátka v provedení hliník, masivnější nárazníky a např. oválné koncovky výfuku.
Motory
- 4,2 L V8 309 kW (420PS)

Se zavedením motoru 4,2 V8 vstoupilo Audi u svých modelů RS poprvé do sféry vysokootáčkových motorů (8 250 ot./min). Předešlé motory modelů RS byly do tohoto momentu vždy dopovány turbodmychadly. Za pomoci koncernové technologie vstřikování paliva FSI, dosahoval model RS4 B7 výkonu 309 kW (420 PS) při 7 800 ot./min a disponoval kroutícím momentem 430 Nm při 5 500 ot./min, přičemž 90% momentu bylo k dispozici již od 2 250 ot./min. Tento umožňoval dosahovat zrychlení z 0–100 km/ h za 4,9 sekundy a nejvyšší rychlost 250 km/h.
Na rozdíl od svých předchůdců disponoval pohonem všech kol quattro této verze RS4 asymetrickým rozdělením přenosu výkonu v poměru 40% na přední nápravu a 60% na zadní nápravu.
Jedinou dodávanou převodovkou byla šestistupňová manuální.
Stejně jako koncernový model Audi RS6 disponuje i tento model podvozkem s funkcí Dynamic Ride Control (DRC), který kompenzuje naklánění a tzv. potápění se přední části vozidla při prudké deceleraci.
Koncernem nabízená dodatečná úprava vozidla zahrnovala montáž sportovního podvozku Plus a odblokování omezovače elektroniky motoru, což vozu umožnilo dosáhnout nejvyšší rychlosti cca 280 km/h.